# Rhizosomichthys totae
Rhizosomichthys totae là một loài cá da trơn (Siluriformes) của họ Trichomycteridae, và loài duy nhất của chi Rhizosomichthys cá này dài khoảng 13,8 cm (5,4 in) và bắt nguồn. từ lưu vực hồ Tota. Nó được liệt kê như là một loài đã tuyệt chủng của Sách đỏ IUCN.